# Alba-la-Romaine

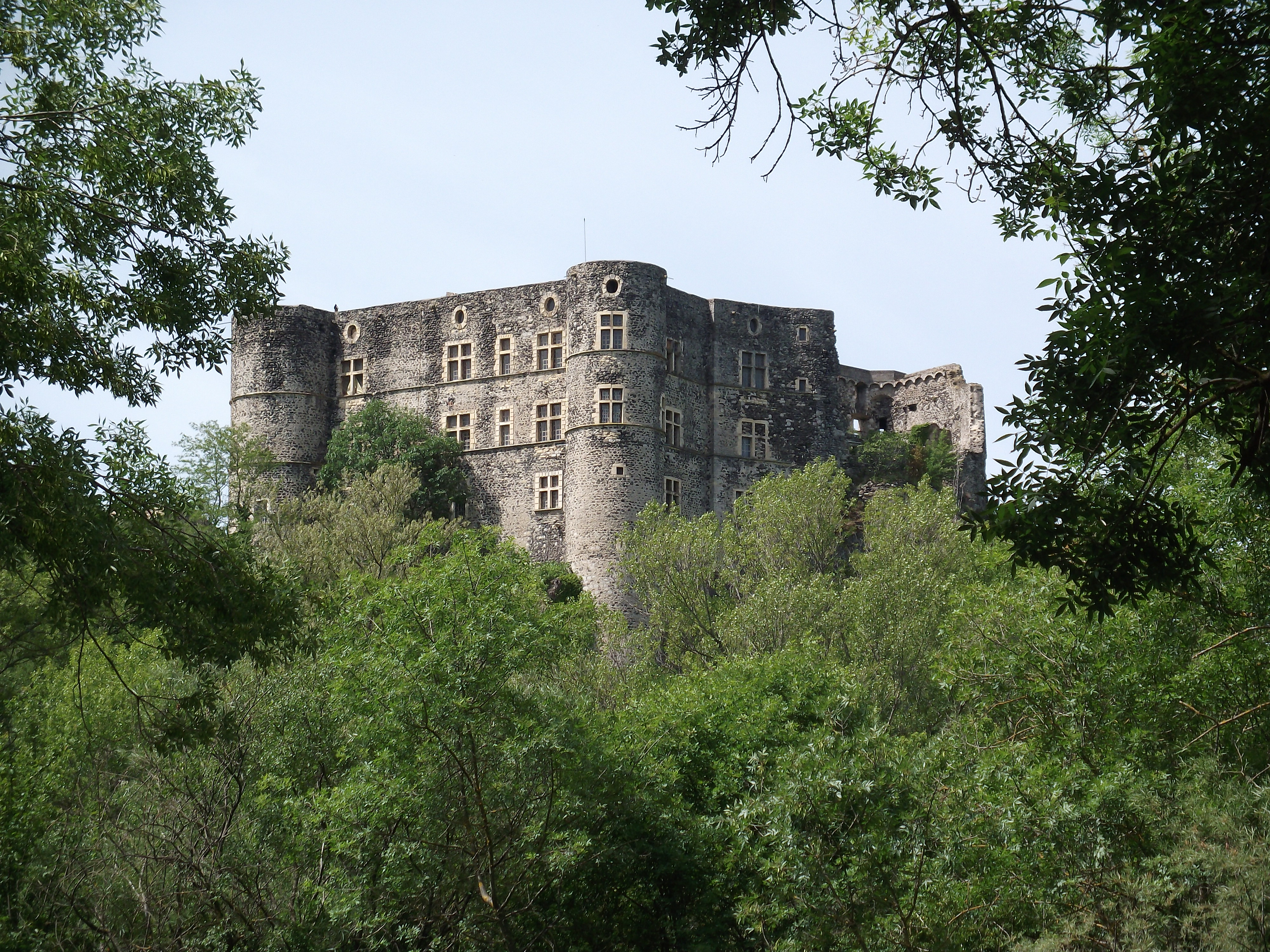
Zamek Alba-la-Romaine (2012)

Alba-la-Romaine – miejscowość i gmina we Francji, w regionie Owernia-Rodan-Alpy, w departamencie Ardèche.
Według danych na rok 1990 gminę zamieszkiwało 990 osób, a gęstość zaludnienia wynosiła 33 osoby/km² (wśród 2880 gmin regionu Rodan-Alpy Alba-la-Romaine plasuje się na 790. miejscu pod względem liczby ludności, natomiast pod względem powierzchni na miejscu 219.).